# Kummerower See
Kummerower See (tysk: Kummerower See) er en sø i LandkreisMecklenburgische Seenplatte, Mecklenburg-Vorpommern i Tyskland. Dens overfladeareal 32,55 km² i en højde på 0,3 m. Dens udløb er i floden Peene. Den ligger sydvest for Demmin, og er er opkaldt efter landsbyen Kummerow på dens sydlige bred.

## Geografi
Kummerower See ligger 50 kilometer nordvest for Neubrandenburg og 70 km syd for Stralsund. Den er den fjerdestørste sø i Mecklenburg-Vorpommern og den største i landsdelen Vorpommern, og Tysklands ottendestørste sø.
Den vestlige bred af søen hører til Mecklenburg, den østlige og sydlige bred med landsbyerne Verchen, Sommersdorf og Kummerow til Vestpommern. Søen er elleve kilometer lang, i gennemsnit fire kilometer bred og i gennemsnit 8,1 m dyb. Den maksimale dybde er ca. 23,3 meter. Den vestlige bred er stærkt tilslammet og sumpet. Kun ved landsbyen Salem er det muligt at nå søen på tørt underlag. Det er også her, at søbunden er mest stejlt skrånende. Den har den laveste hældning i den sydvestlige ende af søen og nordøst for Neukalener Peenekanalens udmunding. Den østlige bredzone er ikke nær så stejlt tilsandede.

## Turisme
Søen l enge og marker. Nordvest for søen ligger de skovklædte bjerge i Mecklenburgische Schweiz. Kummerow-søen er en del af Naturpark Mecklenburgsk Schweiz og Kummerow-søen nord for Müritz. Den er en turistattraktion i regionen. Den tilbyder udflugtsbådsture. En strækning af Istidsruten Mecklenburgs søområde løber øst for søen fra Malchin til Demmin.